# Ulianópolis
Ulianópolis är en kommun i Brasilien.   Den ligger i delstaten Pará, i den nordöstra delen av landet, 1 300 km norr om huvudstaden Brasília. Antalet invånare är 43 345.
I omgivningarna runt Ulianópolis växer i huvudsak städsegrön lövskog. Runt Ulianópolis är det mycket glesbefolkat, med 4 invånare per kvadratkilometer.